# Korčulanska biskupija
Korčulanska biskupija bila je povijesna biskupija, na području današnje Dubrovačke biskupije, sa središtem u Korčuli. Biskupija je nastala tijekom 14. stoljeća kada je tadašnji stonski biskup Ivan Krusić, zbog Nemanjićevog osvajanja Stona, premijestio središte u Korčulu. 1300. papa Bonifacije VIII. službeno osniva biskupiju odvojivši je od Hvarske biskupije. Iako je Stonska biskupija obnovljena 1524. zalaganjem Dubrovačke Republike koja je vratila Ston pod svoju upravu, biskupija u Korčuli djelovala je do 1828. kada je pripojena Dubrovačkoj biskupiji. 1933. papa Pio XI. obnovio ju je kao naslovnu biskupiju, dok je trenutni naslovni biskup Juan Miguel Betancourt Torres, pomoćni biskup Hartforda.

## Istaknutiji biskupi
- Ivan Krusić (1296. – 1314.)
- Andrija Michaeli (1426. – 1440.)
- Ivan de Rubinis (1441. – 1450.))
- Andrija de Canavella (1450. – 1453.)
- Luka de Leone (1454. – 1462.)
- Toma Malumbra (1463. – 1515.)
- Marko Maliperius (1541. – 1549.)
- Klaudij Tolomei (1549. – 1556.)
- Petar Barbadigo (1556. – 1564.)
- Benko Lauretani (1565. – 1573.)
- Augustin Quinctius (1573. – 1605.)
- Rafael Ripa (1605. – 1610.)
- Teodor Dedo (1611. – 1625.)
- Jakob Faganeo (1626. – 1642.)
- Frano Manola (1643. – 1664.)
- Simon Spalatin (1775. – 1781.)
- Antun Beglava (1781. – 1787.)
- Josip Knežević (1787.)

## Popis naslovnih biskupa[2]
- Thomas Benjamin Fulton (28. prosinca 1968. – 7. srpnja 1978.)
- John Joseph O’Connor (18. travnja 1979. – 6. svibnja 1983.)
- Pedro Luís Guido Scarpa (22. srpnja 1983. – 26. ožujka 1990.)
- Patrick Joseph Thomas Sheridan (30. listopada 1990. – 2. prosinca 2011.)
- Vincent Dollmann (25. srpnja 2012. – 25. svibnja 2018.)
- Juan Miguel Betancourt Torres (18. rujna 2018. - ...)